# 白翅尖粉蝶
白翅尖粉蝶（Appias albina）是一种小型粉蝶科蝴蝶。它主要分布於南亚、东南亚、澳大利亚、中國雲南勐腊县勐仑镇等地區。雄蝶翅面呈現白色。幼虫以山柑科植物为食。